# Опава (река)
О́пава (чеш. Opava, пол. Opawa, нем. Oppa) — река в Силезии, протекает по территории Чехии и по чешско-польской границе, левый приток Одры.
Длина реки — 111 км, площадь бассейна — 2089 км². Истоки реки находятся на склонах хребта Грубый Есеник в месте слияния речек Белая, Средняя и Чёрная Опава. Река протекает по территории Чешской Силезии, на протяжении 25 км образует границу с Польшей. Впадает Опава в Одру в Остраве.
Приток — река Моравице.